# Red Adair

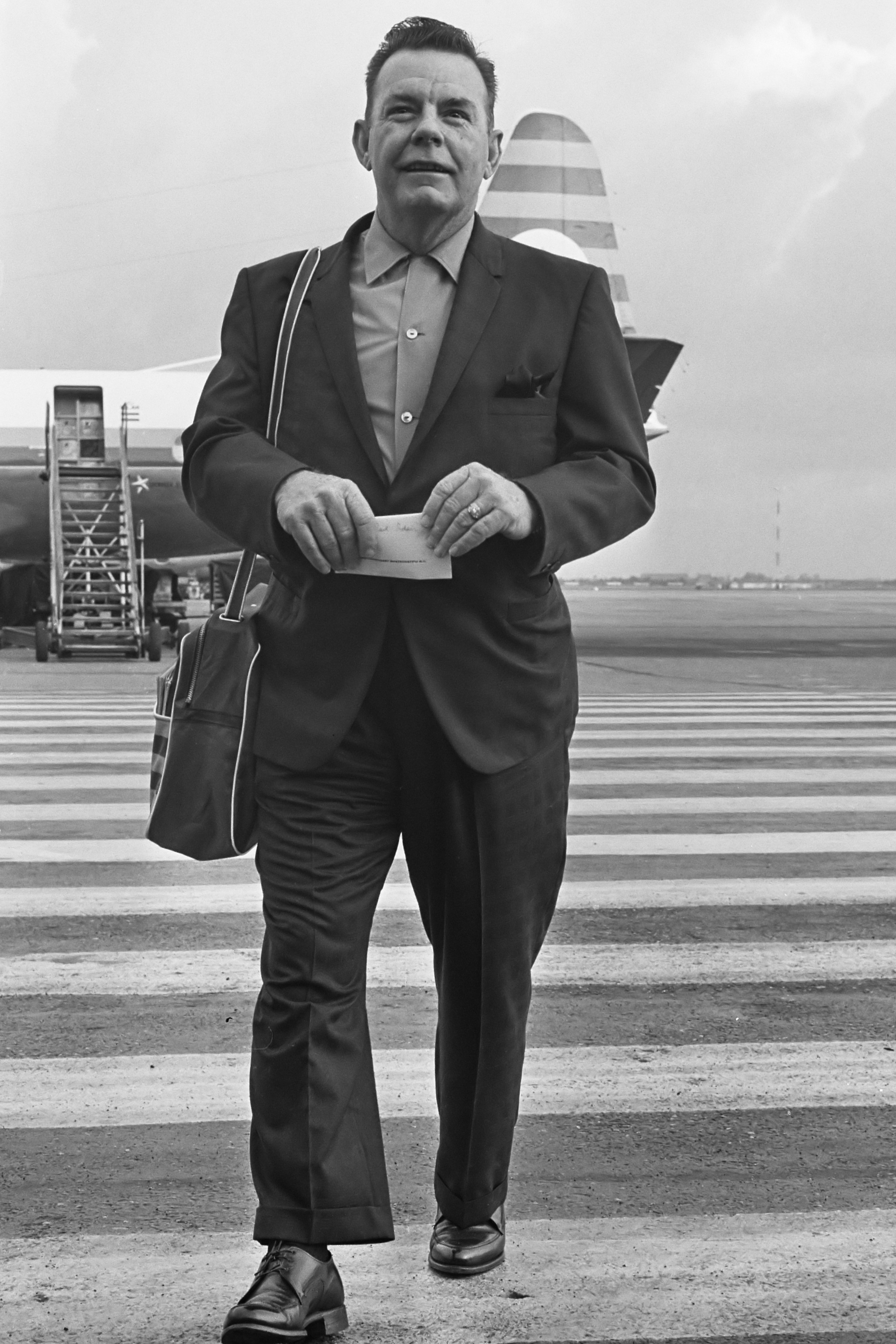
Red Adair (1964)

Paul Neal "Red" Adair (Houston (Texas), 8 juni 1915 – aldaar, 7 augustus 2004) was een Amerikaans bestrijder van aardolie- en aardgasbranden. Hij staat bekend om de door hem ontwikkelde methoden in het uiterst gevaarlijke beroep van het bestrijden van branden, zowel op land als op de zee. Tijdens zijn lange carrière bluste hij meer dan 2000 grote branden. Zijn bijnaam Red dankte hij aan de kleur van zijn haar.
De in 1968 gemaakte film Hellfighters, met John Wayne in de hoofdrol, was gebaseerd op Adairs levensverhaal.

## Levensloop
Adair begon met het bestrijden van branden nadat hij zijn diensttijd had doorgebracht als bommenopruimer tijdens de Tweede Wereldoorlog. In 1959 richtte hij zijn eigen bedrijf op.
In 1964 was Adair in Nederland om met een Rotterdamse sleepboot en een Amerikaanse installatie op het ponton Tak 7 de blow-out van stikstof van Nordsee B-1 in de Noordzee bij Borkum onder controle te krijgen met een spoeling van bariet en zout. Dit mislukte echter. In december 1965 was hij opnieuw in Nederland om de NAM te adviseren na de blow-out van Sleen-2.
In 1978 verlieten enkele vooraanstaande medewerkers, Asger "Boots" Hansen en Ed "Coots" Matthews, het bedrijf van Adair om hun eigen bedrijf, Boots & Coots International Well Control, Inc., op te richten. Na Adairs pensionering nam Boots & Coots het bedrijf van Adair over.
Op 75-jarige leeftijd nam hij nog deel aan het blussen van de branden in de olievelden van Koeweit tijdens de Golfoorlog van 1990-1991.